# Межножковая ямка
Межножковая ямка — приблизительно ромбовидной формы заполненная спинномозговой жидкостью полость в основании мозга, омывающая снизу ликвором ряд базальных структур головного мозга. Спереди межножковая ямка ограничена перекрёстом зрительных нервов, сзади — передне-верхней поверхностью варолиева моста, с передне-боковых поверхностей — постепенно сходящимися впереди в перекрёсте зрительных нервов зрительными трактами, а с задне-боковых поверхностей — постепенно расходящимися ножками мозга.
Структуры головного мозга, омываемые снизу ликвором в межножковой ямке, в порядке перечисления от задней оконечности межножковой ямки к передней, включают в себя заднее продырявленное вещество, сосцевидные тельца и серый бугор гипоталамуса, ножку гипофиза, а также сам гипофиз.

## Дополнительные изображения

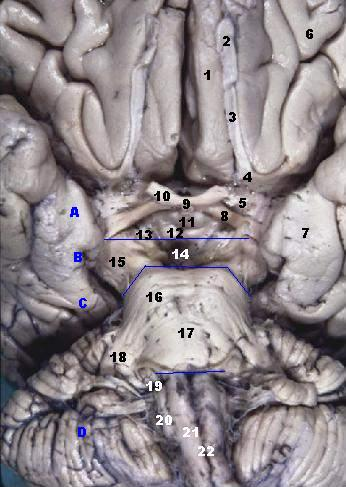
ствол мозга человека.
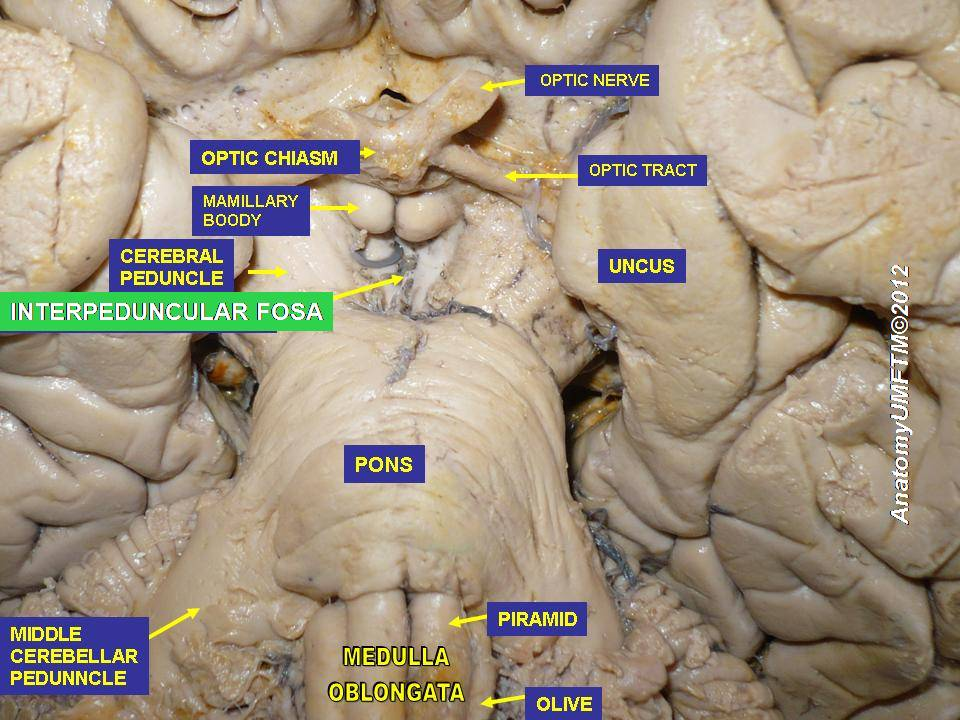
Межножковая ямка
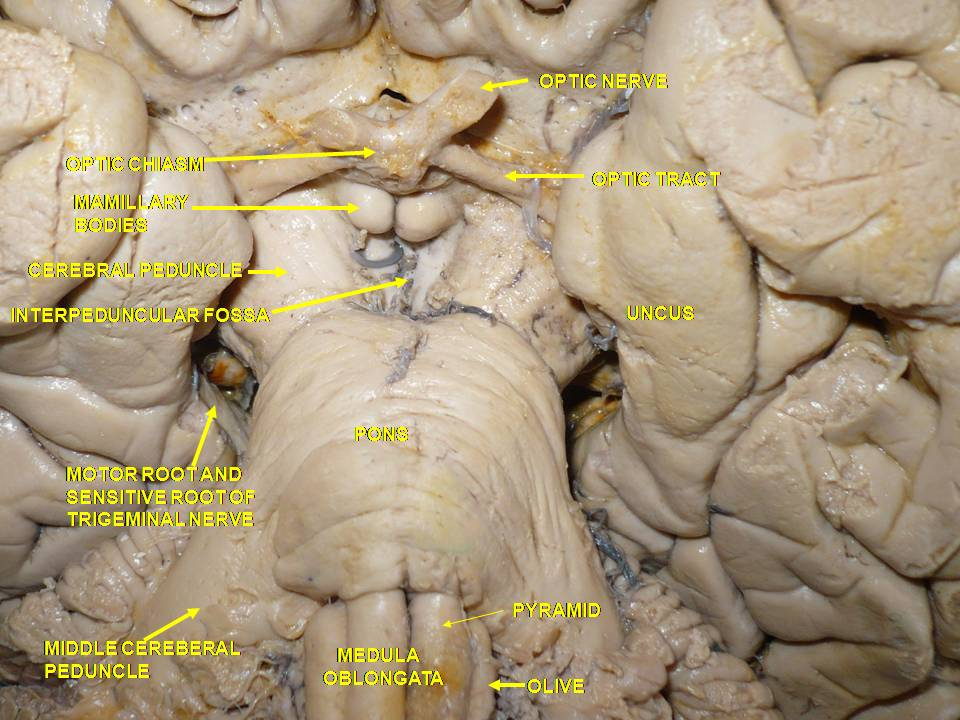
Конечный мозг. Глубокий разрез. Вид снизу.